# Aeroporto di Tétouan
L'aeroporto di Tétouan (in arabo تطوان مطار‎?; IATA: TTU, ICAO: GMTN) è un aeroporto del Marocco che serve la città di Tétouan, nella regione Tangeri-Tetouan-Al Hoceima. È anche l'aeroporto più vicino all'enclave spagnola di Ceuta.